# Бустерний пакунок

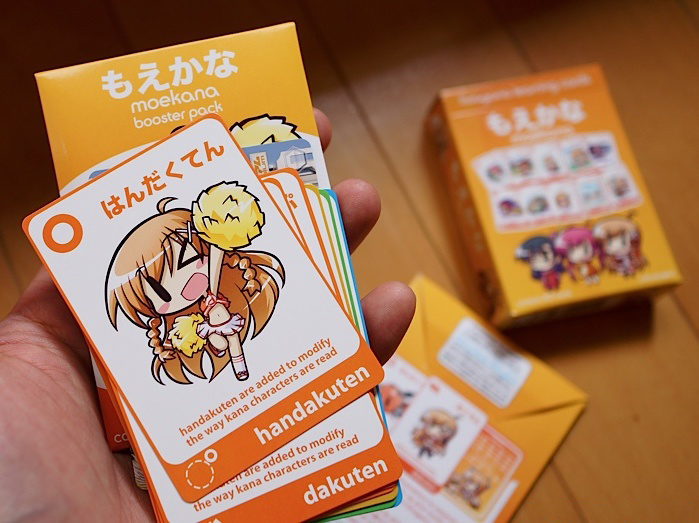
Відкритий картонний бустерний пакунок для освітньої карткової гри Moekana, що містить дев'ять додаткових карт для гри.

У колекційних карткових іграх, цифрових колекційних карткових іграх та колекційних варгеймах з мініатюрами, бустерний пакунок (англ. Booster pack) — це запечатаний набір карт або фігурок, призначений для поповнення колекції гравця. Коробка з кількома бустерними пакунками називається бустерною коробкою.
Бустерні пакунки містять невелику кількість випадково підібраних предметів (8–15 для карт; 3–8 для фігурок). Бустерні пакунки є меншими та дешевшими аналогами стартових наборів, хоча багато доповнень продаються лише у вигляді бустерів. Хоча бустерні пакунки дешевші за стартові набори, ціна за одиницю зазвичай вища. Бустерні пакунки зазвичай ціноутворені таким чином, щоб бути вигідними імпульсивними покупками, з цінами, які порівняні з ціною комікса і дещо нижчі, ніж ціни на більшість журналів, книг у м'якій обкладинці та подібних товарів.
У багатьох іграх є фіксований розподіл за рідкістю, тоді як інші використовують по-справжньому випадкові асортименти. Якщо розподіл заснований на рідкості, бустерні пакунки зазвичай містять одну або дві рідкісні карти, залежно від гри, а решта — менш рідкісні.

## Приклади розмірів
У розширеннях Magic: The Gathering Legends, The Dark, Arabian Nights, Fallen Empires та Antiquities карти продавалися у бустерних пакунках по 8 карт. У Limited Edition Alpha та Limited Edition Beta, а також починаючи з Unlimited Edition, карти продавалися у бустерах по 15 карт: 11 звичайних, 1 рідкісна та 3 незвичайні; бустери Core Set містять базову землю як одну зі звичайних карт. Починаючи з Alara block, бустерні пакунки для Core Set і розширень містять 1 землю, 10 звичайних карт, 3 незвичайні, або 1 рідкісну (з ймовірністю 7/8) або 1 міфічну рідкісну (з ймовірністю 1/8), а також картку з порадами (яка пояснює нові правила у наборі, такі як exalted у Alara Block або Infect у Scars of Mirrodin Block) або жетон (який використовується карткою у наборі). Приблизно в одному з чотирьох бустерних пакунків міститься фольгована карта, яка може бути будь-якої рідкості, включаючи базову землю.
У Pokémon Trading Card Game спочатку в бустері було 11 карт — 1 рідкісна, 3 незвичайні та 7 звичайних. З випуском серії E, бустери почали містити 9 карт — 5 звичайних, 2 незвичайні, 1 реверс голографічна та 1 рідкісна. Це змінилося на 10 карт після випуску Diamond and Pearl, де замість 2 незвичайних тепер є 3. Починаючи з розширення Sun & Moon, у кожному бустері також є базова карта енергії. У розширенні Scarlet & Violet може бути до 2 реверс голографічних карт.
HeroClix використовує бустери по 5 фігурок. Бустер містить 2 або 3 звичайні, 1 або 2 незвичайні та 1 рідкісну фігурку, проте супер-рідкісні або «переслідувані» фігурки можуть замінити одну з інших фігурок у коробці (яку саме фігурку замінюють, залежить від набору). До набору Avengers, HeroClix зазвичай використовував бустери з 4 фігурками з набагато складнішою шістирівневою системою рідкісності, за винятком кількох наборів, таких як Fantastic Forces, який мав бустери з трьома фігурками через більші розміри деяких частин, та бустери з 1 або 2 фігурками, які раніше продавалися у роздрібних магазинах.

## Стартовий набір
Стартова набір або колода — це набір карт або фігурок, призначений як точка входу в ККІ або колекційну мініатюрну гру для новачків. Стартові набори зазвичай попередньо сконструйовані, хоча можуть бути і випадковими. Невипадкові карти іноді називають «фіксованими» картами. Зазвичай стартові набори призначені як початкова точка, з подальшою мотивацією для покупки додаткових наборів для модифікації та покращення цих колод або наборів.
Стартові набори можуть містити будь-яку кількість предметів, включаючи правила, ігрові поля, жетони, кубики, коробки для зберігання та звичайні карти, такі як «базова земля» у Magic: The Gathering, та інші предмети. Деякі стартові набори призначені для двох гравців, щоб один набір можна було використовувати замість того, щоб кожен гравець купував один окремо.